# Simon Dach
Simon Dach (Memel, 29 juli 1605 – Koningsbergen, 15 april 1659) was een Duitse dichter. Hij bekleedde de post van hoogleraar in de dichtkunst aan de Albertina-universiteit te Koningsbergen.

## Leven
Simon Dach werd in 1605 in Memel (nu Klaipėda in Litouwen) geboren als zoon van een gerechtstolk voor de Litouwse taal. Hij bezocht de ‘Große Stadtschule’, een Latijnse school, in zijn geboortestad, daarna de Domschule (kathedraalschool) in Koningsbergen (het huidige Kaliningrad), vervolgens een Latijnse school in Wittenberg en ten slotte een gymnasium in Maagdenburg. Van Maagdenburg, dat zwaar te lijden had onder de Dertigjarige Oorlog en een pestepidemie, ging hij in 1626 weer terug naar Koningsbergen. Daar liet hij zich in hetzelfde jaar inschrijven bij de Albertina-universiteit, waar hij filosofie en theologie ging studeren. Hij verliet de universiteit zonder academische graad en werd in 1633 leraar aan de Domschule; drie jaar later werd hij daar conrector.
Zijn vriend Adrian Brauer stimuleerde hem om poëzie te gaan schrijven. In 1636 stichtte de dichter Robert Roberthin in Koningsbergen het Gesellschaft der Sterblichkeit Beflissener, een gezelschap dichters en musici die zich bezighielden met het geestelijke lied. De tien à twaalf leden kwamen bijeen in de tuin van Heinrich Albert, de organist van de Dom. Albert kweekte pompoenen, vandaar dat de vriendenkring zich ook wel Kürbishütte (of Kürbshütte) noemde. De leden lazen er hun gedichten voor en musiceerden samen. Simon Dach werd een prominent lid van het gezelschap. In 1641 kwam daaraan een eind, toen de gemeentelijke overheid de tuin onteigende omdat ze daar woningen wilde neerzetten. Simon Dach schreef een weemoedig gedicht over de verloren gegane tuin en de vergankelijkheid van het aardse. De leden van de groep bleven daarna wel contact houden.

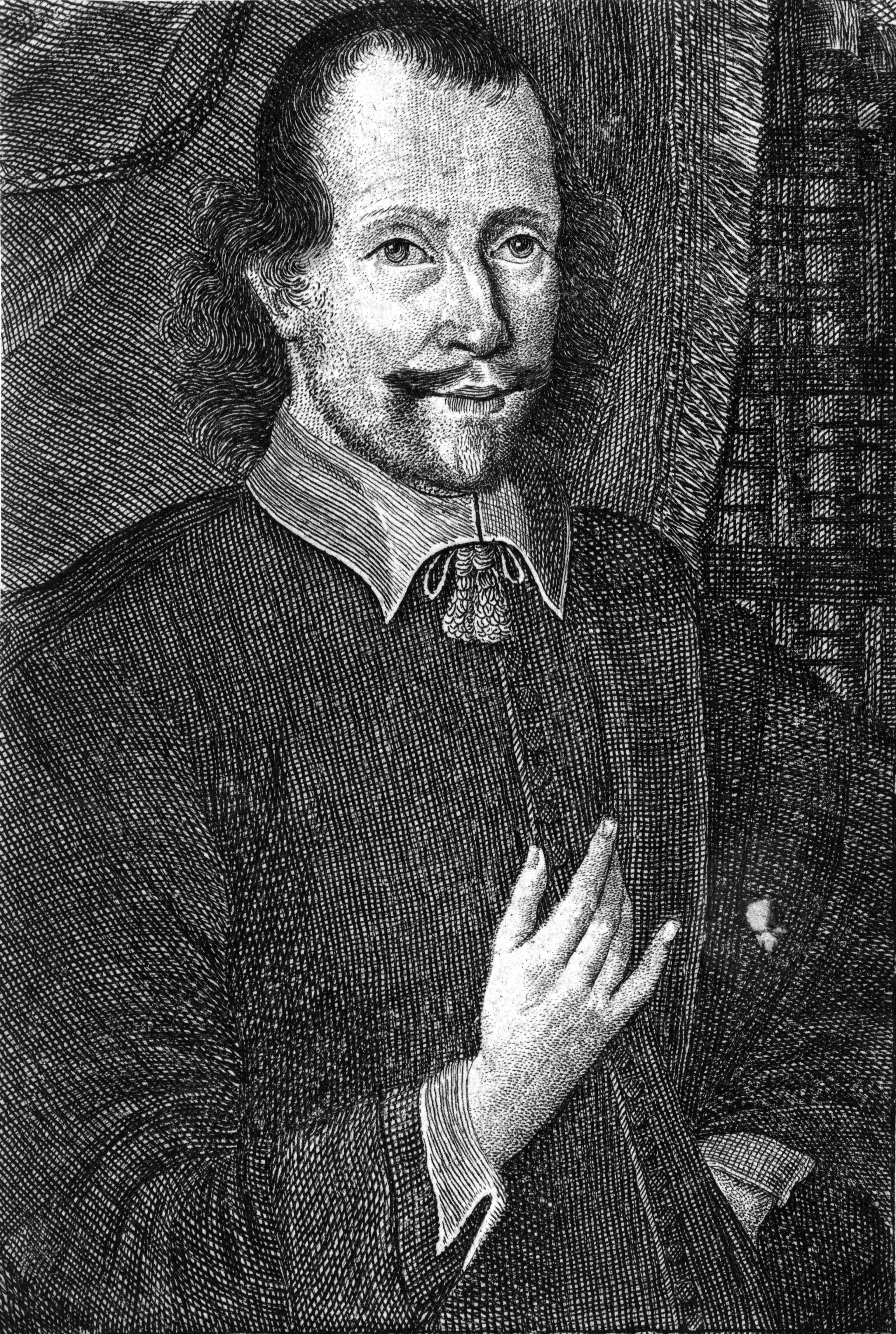
Simon Dach, gravure van Wolfgang Kilian, 1619

Dach bouwde met zijn gedichten al gauw een naam op en in 1639 benoemde keurvorst George Willem van Brandenburg hem op voorspraak van Roberthin tot hoogleraar in de dichtkunst aan de Albertina-universiteit. In 1640 promoveerde Dach daar tot magister; in 1656 werd hij rector magnificus van de universiteit. Keurvorst Frederik Willem I van Brandenburg schonk hem twee jaar later op voorstel van Johann von Klingsporn, die heel tevreden was over het gedicht dat Dach ter gelegenheid van zijn huwelijk had geschreven, het landgoed Kuikeim (nu het dorp Bajewka in de oblast Kaliningrad). Kuikeim behoorde tot de bezittingen van de familie von Klingsporn. Johann bleef overigens wel het beheer over het landgoed voeren.
Simon Dachs activiteiten als gelegenheidsdichter leverden hem een aardig neveninkomen op. Hij schreef vaak op bestelling, soms wel drie of vier gedichten per week, ter gelegenheid van een huwelijk of een begrafenis. Die gedichten werden doorgaans op één vel papier in een kleine oplaag gedrukt. Voor tijdgenoten waren ze een gewild verzamelobject. Ook Dachs bekendste gedicht Ännchen von Tharau valt in de categorie gelegenheidsgedichten. Dach heeft tijdens zijn leven nooit een dichtbundel gepubliceerd, maar in de jaren 1638-1658 zijn toch meer dan 1200 gedichten van zijn hand in druk verschenen, vele daarvan in de acht delen Arien und Melodeien, de liedbundels die Heinrich Albert in de jaren 1638-1650 publiceerde. In die bundels worden zijn liederen vaak toegeschreven aan Chasmindo, Sichamond of Ischmando, allemaal anagrammen van Simon Dach.
In 1654 liep Dach tuberculose op. Na een jarenlang slepende ziekte overleed hij in 1659 in Koningsbergen.
Simon Dach trouwde op 29 juli 1641 met Regina Pohl (1617-1685). Het paar had vijf zoons, van wie er twee als kind overleden, en twee dochters.

## Werk

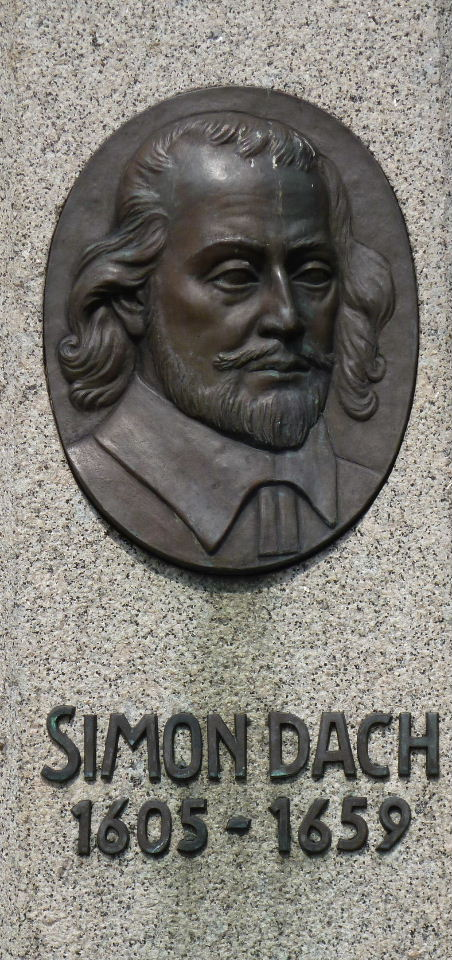
Plaquette met het portret van Simon Dach op de sokkel van het beeldje van Ännchen von Tharau

Er zijn ongeveer 1250 gedichten van Simon Dach bewaard gebleven. Een vijfde daarvan is geschreven in het Latijn.
Dach schreef twee gedichten in het dialect dat gesproken werd in het Samland: Anke van Tharaw en Grethke, warumb heffstu mi. Anke van Tharaw is meteen zijn beroemdste gedicht. Het werd in 1636 geschreven ter gelegenheid van het huwelijk van Anna Neander, die uit Tharau (het huidige Vladimirovo in de oblast Kaliningrad) kwam, met de predikant Johannes Portatius. Johann Gottfried von Herder publiceerde in 1778 een Hoogduitse vertaling: Ännchen von Tharau. In die versie is het gedicht in Duitsland nog altijd mateloos populair; als lied staat het op het repertoire van vele koren.
Bijna even populair is het Lied der Freundschaft met de beginregels:
Der Mensch hat nichts so eigen,
So wohl steht ihm nichts an,
Als daß er Treu' erzeigen
Und Freundschaft halten kann.
(De mens heeft niets dat zo karakteristiek is,
Niets past zo goed bij hem,
Als dat hij zich trouw kan tonen
En een vriendschap onderhouden kan)
Andere bekende liederen van Simon Dach zijn Sei getrost, o meine Seele en Herr Gott, meine Seele bringet. Hij schreef ook twee zangspelen, Cleomedes en Sorbuisa, beide met muziek van Heinrich Albert. Van Cleomedes (dat geschreven en opgevoerd werd ter gelegenheid van het bezoek van de Poolse koning Wladislaus Wasa aan Koningsbergen in 1635) is echter het grootste deel van de muziek, van Sorbuisa (geschreven en opgevoerd ter gelegenheid van het honderdjarig bestaan van de Albertina-universiteit in 1644) alle muziek en het grootste deel van de tekst verloren gegaan.
Veel gedichten van Dach werden op muziek gezet door Heinrich Albert en Johann Stobäus, de cantor van de Dom. Enkele kerkliederen worden in protestantse kerken nog steeds gezongen. Ook Anke van Tharaw en het Lied der Freundschaft zijn door Albert op muziek gezet. Alberts versie van Anke van Tharaw is inmiddels verdrongen door een melodie van de hand van Friedrich Silcher uit 1827. Richard Strauss schreef in 1899 een nieuwe versie van het Lied der Freundschaft voor mannenkoor.
Twee kerkliederen van Dach, Ich bin ja, Herr, in deiner Macht en O, wie selig seid ihr doch, ihr Frommen, zijn later door Johann Sebastian Bach op muziek gezet. Max Reger maakte van dat laatste lied een cantate.

## Monumenten voor Simon Dach
In 1912 werd in Dachs geboorteplaats Memel een fontein onthuld. Het water kwam uit een zuil in het midden. Op de zuil stond een beeldje van Ännchen von Tharau van de hand van Arnold Künne; een meisje uit Sandkrug, het huidige Smiltynė, stond daarvoor model. Tegen de zuil was een plaquette aangebracht met het portret van Simon Dach. De fontein bevond zich op de markt voor het theater van de stad.
Tijdens de Tweede Wereldoorlog verdween het beeldje spoorloos, maar in 1988 werd een inzameling gehouden onder Litouwers en Duitsers die historische banden met Memel hadden. Aan de hand van oude foto’s en een gipsmodel reconstrueerde de beeldhouwer Harald Haacke het beeldje. In november 1989 werd de fontein met het nieuwe beeldje onthuld. Het staat waar het vroeger ook stond.
In Wittenberg is een plaquette met de naam van Dach aangebracht op de school die hij daar bezocht. Berlijn heeft een Simon-Dach-Straße.

### Verzameld werk
- Walter Ziesemer (uitgever), Gedichte, 4 delen, Halle, 1936-38.

### Over Simon Dach
- Alexander J. Birt, Simon Dach, Gräfe & Unzer, Königsberg, 1905.
- Gerhard Dünnhaupt, ‘Simon Dach’, in: Personalbibliographien zu den Drucken des Barock, Band 2, Hiersemann, Stuttgart, 1990, blz. 996-1230. ISBN 3-7772-9027-0 (bibliografie).
- August Gebauer (uitgever), Simon Dach und seine Freunde als Kirchenlieddichter, Osiander, Tübingen, 1828.
- Alfred Kelletat (uitgever), Simon Dach und der Königsberger Dichterkreis, Reclam, Stuttgart, 1986. ISBN 3-15-008281-1 (bloemlezing uit het werk van Dach en zijn vriendenkring met een nawoord, dat nader ingaat op het werk van Dach).
- Ivar Ljungerud, ‘Ehren-Rettung M. Simonis Dachii’, in: Euphorion 61 (1967), blz. 36-83 (over het auteurschap van Anke van Tharaw).
- Bruno Nick, Das Naturgefühl bei Simon Dach, proefschrift Greifswald, 1911.
- Hermann Österley, Simon Dach, Fues, Tübingen, 1876.
- Heinrich Stiehler, Simon Dach, Hartung, Königsberg, 1896.
- Albrecht Schöne, Kürbishütte und Königsberg: Modellversuch einer sozialgeschichtlichen Entzifferung poetischer Texte am Beispiel Simon Dach, C.H. Beck, München, 1982, 2e druk. ISBN 3-406-05878-7.
- Barbara Sturzenegger, Simon Dach und Paul Fleming: Topoi der Freundschaft im 17. Jahrhundert, proefschrift Bern, 1996.

### Over de Simon Dachfontein
- Antanas Stanevičius, Rätselraten um Ännchen von Tharau, Rytas, Klaipėda, 1992.